# Klara papper är ett måste
Klara papper är ett måste (ISBN 91-518-3381-6) är en bok skriven av Peter Pohl utgiven 1998. Det är den sista i den så kallade Regnbågsviten, berättar om hur bråket utbröt runt Sommarhemmet, där även stora delar av Medan regnbågen bleknar, Vilja växa, och Vi kallar honom Anna utspelas.

## Handling
Boken börjar 1966, Micke har blivit föreståndare. Diskussionen om Sommarhemmets framtid, om vilken det även talades i Vi kallar honom Anna, har blivit mycket seriös. Nu som då lyder klagomålet att Sommarhemmet tar emot allt färre södralatinare, vilket i sin tur betyder att skolan har för lite nöje av 'sitt' Sommarhem. Därför talas det om nedläggning av verksamheten. Micke försöker med några andra till hjälp (organiserad i "Stödföreningen för Södra Latins Sommarhem") att avstyra de där planerna, och när det visar sig omöjligt, att köpa gården istället. Även det förhindras av den, för Sommarhemmet i stort sett ondsinta, Målsmannaföreningen.